# Xã Columbia, Quận Tama, Iowa
Xã Columbia (tiếng Anh: Columbia Township) là một xã thuộc quận Tama, tiểu bang Iowa, Hoa Kỳ. Năm 2010, dân số của xã này là 336 người.